# L'Esclave de Rome
Pour plus de détails, voir Fiche technique et Distribution.
L’Esclave de Rome (titre original : La schiava di Roma)  est un film italien réalisé par Sergio Grieco et Francesco Prosperi, sorti en Italie en février 1961 et en France en septembre de la même année.

## Synopsis
La guerre entre légions romaines et Gaulois fait rage. Marcos, un chef gaulois, désire signer un traité de paix avec Rome, mais Lycircos n’hésite pas à le tuer. Les Romains conduits par le tribun Marcus Valere et le centurion Claudio sont chargés de le punir. Pendant un combat, ils font prisonnière Antea, la fille de Marcos.

## Fiche technique
- Titre italien : La schiava di Roma
- Titre français : L'Esclave de Rome
- Réalisation : Sergio Grieco et Francesco Prosperi, assisté de Mario Caiano
- Scénario : Francesco Prosperi, Silvano Reina et Marco Vicario
- Photographie : Vincenzo Seratrice
- Montage : Enzo Alfonsi
- Musique : Armando Trovaioli
- Décors : Franco Lolli
- Costumes : Mario Giorsi
- Production : Marco Vicario
- Société de production : Atlantica Cinematografica Produzione Films
- Société de distribution : Atlantica Cinematografica Produzione Films (Italie) ; Cosmopolis films et les films Marbeuf (France)
- Pays de production :  Italie
- Langue originale : italien
- Format : couleurs par Eastmancolor - 2,35:1 - Son mono - 35 mm
- Genre : Péplum
- Durée : 98 minutes
- Dates de sortie : 
  - Italie : 3 février 1961
  - France : 1er septembre 1961

## Distribution
- Guy Madison : Marcus Valere
- Rossana Podesta : Antea
- Mario Petri : Lycircos
- Giacomo Rossi Stuart : Claudio
- Raf  Baldassarre : Mercenaire germain
- Ignazio Leone : Lutinius
- Niksa Stefanini :	Modius
- Nando Poggi : Un soldat romain
- Nazzareno Zamperla : Un soldat romain
- Freddy Hunger : Trullius
- Mirko Boman : Theod
- Antonio Basile : Soldat romain

## Voix françaises
- Marcelle Lajeunesse (Antea)
- Jean Claudio (Marcus Valere)
- Jacques Eyser (un chef gaulois)
- Pierre Leproux (Marcos)
- Claude Joseph (Mercenaire germain)
- Fernand Rauzena (Lutinius)
- Georges Aminel (Jules César)
- Jacques Thebault (Claudio)
- Jean Clarieux (Kores le gaulois)
- Jean Violette (Modius)
- Michel Gatineau (un légionnaire)
- Yves Brainville (Lycircos)

- Adaptation française[1] : Jacques Michau, Dialogues : Lucette Gaudiot